# Odd Werin
Odd Sten-Eric Werin, född 12 januari 1958 i Skeppsholms församling i Stockholms stad, är en svensk militär.

## Biografi
Werin avlade sjöofficersexamen vid Sjökrigsskolan 1981 och utnämndes samma år till löjtnant i flottan, där han befordrades till kapten 1983 och till örlogskapten 1989. Han var fartygschef på patrullbåten Styrbjörn i 13. patrullbåtsdivisionen 1989–1990, gick teknisk chefskurs för telekrig vid Militärhögskolan 1992–1994, befordrades till kommendörkapten 1996, var chef för korvettdivision 1997, utnämndes till kommendörkapten med särskild tjänsteställning 1998 och var internationell officer vid NATO-staben PCC i Belgien 1998–2000. Han befordrades till kommendör 2000, varpå han var chef för 2. ytstridsflottiljen 2000–2002, chef för Sjöstridsavdelningen i Krigsförbandsledningen i Högkvarteret 2002–2005 och chef för Marinavdelningen i Förbandsenheten i Högkvarteret 2005–2006. Werin befordrades till flottiljamiral 2006,[källa behövs] varefter han var chef för Marinens taktiska kommando i OP-enheten i Högkvarteret 2006–2007, ställföreträdande chef för Marintaktiska stabsledningen i Insatsledningen i Högkvarteret 2007–2009 och chef för Marinavdelningen i Produktionsledningen i Högkvarteret 2009–2010. Werin befordrades därefter till konteramiral och var Försvarsmaktens planeringschef 2010–2013 och Sveriges militära representant till Europeiska Unionen och NATO från 2013 samt därefter verksam vid Försvarets materielverk: som chef för Marinavdelningen inom System- och produktionsledningen och därefter som chef för Verksamhetsområde Marinmateriel.[källa behövs]
Odd Werin invaldes som ledamot av Kungliga Örlogsmannasällskapet 1998 och som ledamot av Kungliga Krigsvetenskapsakademien 2008. Han var ordförande för Örlogsmannasällskapet 2023–2024.